# Souvigné
Souvigné é uma comuna francesa na região administrativa do Centro, no departamento Indre-et-Loire. Estende-se por uma área de 23,95 km². Em 2010 a comuna tinha 883 habitantes (densidade: 36,9 hab./km²).